# 婚姻届に判を捺しただけですが
『婚姻届に判を捺しただけですが』（こんいんとどけにはんをおしただけですが）は、有生青春による日本の漫画作品。『FEEL YOUNG』（祥伝社）にて、2017年10月号から2022年11月号まで連載された。
2021年10月よりTBSテレビにてテレビドラマが放送されている。

## あらすじ
仕事人間の大加戸明葉は借金を完済するまでの間、兄嫁・百瀬美晴への恋心のカモフラージュのために既婚者の肩書きを欲する柊と偽装結婚をすることになった。風変わりな夫婦関係を描くラブコメディー。

## 登場人物
百瀬明葉（ももせ あきは）
27歳。デザイナー。旧姓は大加戸。
百瀬柊（ももせ しゅう）
文芸編集者。
百瀬旭（ももせ あさひ）
柊の兄。実家の弁当屋を継いでいる。陽気な性格。
百瀬美晴（ももせ みはる）
旭の妻。柊が思いを寄せる相手で、柊の同級生だった。
牧原唯斗（まきはら ゆいと）
動物病院の獣医。明葉・柊が偽装結婚であることを知っていた上で明葉に想いを寄せている。
大加戸初恵（おおかど はつえ）
明葉の祖母。海外で暮らす明葉の両親の代わりに明葉を育てた。

## 書誌情報
- 有生青春『婚姻届に判を捺しただけですが』祥伝社〈FEEL COMICS〉、全10巻
  1. 2018年6月8日発売[5][6]、ISBN 978-4-396-76737-2
  2. 2018年11月8日発売[7]、ISBN 978-4-396-76751-8
  3. 2019年6月8日発売[8]、ISBN 978-4-396-76765-5
  4. 2019年12月7日発売[9]、ISBN 978-4-396-76776-1
  5. 2020年6月8日発売[10]、ISBN 978-4-396-76794-5
  6. 2020年12月8日発売[11]、ISBN 978-4-396-76811-9
  7. 2021年6月8日発売[12]、ISBN 978-4-396-76829-4
  8. 2021年12月8日発売[13]、ISBN 978-4-396-76846-1
  9. 2022年6月8日発売[14]、ISBN 978-4-396-76857-7
  10. 2023年1月7日発売[15]、ISBN 978-4-396-76875-1

## テレビドラマ
2021年10月19日から12月21日まで、TBS系「火曜ドラマ」枠で放送された。主演は清野菜名。

### キャスト

#### 主要人物
大加戸明葉（おおかど あきは）〈27〉
演 - 清野菜名
「森田デザイン」で働く中堅デザイナー。
百瀬柊（ももせ しゅう）〈30〉
演 - 坂口健太郎（少年期：白鳥晴都〈第3話・第9話〉）
広告代理店「秀伝堂」の社員。「既婚者」の肩書きを手に入れるため、30分前に出会ったばかりの明葉に偽装結婚を申し込む。

#### 柊の関係者
百瀬旭（ももせ あさひ）
演 - 前野朋哉（少年期：岩田龍門〈第9話〉）
柊の兄。弟とは見た目も中身も正反対。父・透が開業した弁当屋「モモズ弁当」の2代目店主として、妻の美晴と共に店を盛り上げている。
百瀬美晴（ももせ みはる）
演 - 倉科カナ（少女期：佐藤ひなた〈第3話〉）
旭の妻。柊の学生時代の友人で、柊が密かに思いを寄せる相手。
百瀬透（ももせ とおる）
演 - 小倉久寛
旭と柊の父。会社勤務を経て、弁当屋「モモズ弁当」を開店。以後24年にわたり、妻のすみれと共に切磋琢磨して営んできた。現在は旭に店を任せている。
百瀬すみれ（ももせ すみれ）
演 - 朝加真由美
旭と柊の母。店の手伝いと並行して、息子達を育て上げた。

#### 明葉の関係者
牧原唯斗（まきはら ゆいと）
演 - 高杉真宙
動物病院の看護師。
大加戸初恵（おおかど はつえ）
演 - 木野花
明葉の祖母。小料理屋「はつや」を営みながら、明葉を両親に代わり育てた。
大加戸葉子（おおかど ようこ）
演 - 杉本彩
明葉の母。海外にて、芸術活動を行いながら、各地を回る生活を送っている。
大加戸丈治（おおかど じょうじ）
演 - ルー大柴
明葉の父。葉子と共に海外生活を謳歌している。
大加戸守（おおかど まもる）
演 - 村松利史
明葉の大叔父。小料理屋を担保に700万円借金する。

#### 秀伝堂
柊の勤務先の大手広告代理店
麻宮祥子（まみや しょうこ）
演 - 深川麻衣
受付嬢。柊にプロポーズされた過去を持つ。
井上陸（いのうえ りく）
演 - 森永悠希
柊の部下。向上心が高く、機転が利くタイプ。
舛田康弘（ますだ やすひろ）
演 - 岡田圭右
柊の上司。ビジネスプロデュース局部長。勤続25年のベテラン営業マン。日和見主義。「森田デザイン」社長の森田とは元同僚。

#### 森田デザイン
明葉の勤務先のデザイン事務所
森田聡（もりた さとし）
演 - 田辺誠一
社長。
小杉深雪（こすぎ みゆき）
演 - 中川翔子
明葉の先輩デザイナー。婚活が趣味。
坂原証（さかはら あかし）
演 - 笠原秀幸
明葉の先輩デザイナー。自称「モテ男」だが、彼女いない歴3年。ハンバーグ巡りが趣味。
藤井ひかり（ふじい ひかり）
演 - 小林涼子
明葉の先輩デザイナー。2.5次元俳優にハマっているオタク女子。
田村彩乃（たむら あやの）
演 - 長見玲亜
明葉の同僚。入社1年目の新人デザイナー。

#### その他
佐藤流司（さとう りゅうじ）
演 - 佐藤流司
ひかりの推しの2.5次元俳優。
森田瑞希（もりた みずき）
演 - 野波麻帆
森田聡の妻。
森田茉奈（もりた まな）
演 - 國森桜
森田聡の娘。
丸園ふみ（まるぞの ふみ）
演 - 西尾まり
明葉が大ファンと公言している作家。

### スタッフ
- 原作 - 有生青春『婚姻届に判を捺しただけですが』（祥伝社『 FEEL YOUNG』連載中）[3]
- 脚本 - 田辺茂範、おかざきさとこ
- 演出 - 金子文紀、竹村謙太郎 他
- 音楽 - 末廣健一郎、MAYUKO
- 主題歌 - あいみょん「ハート」（unBORDE）[23]
- デザイン監修 - 土岐浩一、関根かおり
- 医療監修 - 中澤暁雄、山本昌督
- プロデューサー - 松本明子、那須田淳
- 編成 - 宮﨑真佐子
- 製作 - TBSスパークル、TBS

### 放送日程
| 話数                                                                         | 放送日   | サブタイトル                               | 脚本           | 演出       | 視聴率 |
| ---------------------------------------------------------------------------- | -------- | ------------------------------------------ | -------------- | ---------- | ------ |
| 第1話                                                                        | 10月19日 | お一人様最高女子がカタブツ男子と偽装結婚!? | 田辺茂範       | 金子文紀   | 09.4%  |
| 第2話                                                                        | 10月26日 | 堅物夫の実家にお泊まりで大波乱!?           | おかざきさとこ | 金子文紀   | 09.9%  |
| 第3話                                                                        | 11月02日 | 兄嫁に恋する夫に恋しました                 | 田辺茂範       | 竹村謙太郎 | 09.9%  |
| 第4話                                                                        | 11月09日 | 私、偽装夫と友達になります!                | おかざきさとこ | 竹村謙太郎 | 10.0%  |
| 第5話                                                                        | 11月16日 | 恋のスイッチはどこですか?                  | おかざきさとこ | 金子文紀   | 10.1%  |
| 第6話                                                                        | 11月23日 | 友情のキスしていいですか?                  | 田辺茂範       | 井村太一   | 09.2%  |
| 第7話                                                                        | 11月30日 | 偽装妻VS寄生女…本当の妻は                  | 田辺茂範       | 竹村謙太郎 | 09.8%  |
| 第8話                                                                        | 12月07日 | 偽装夫、激走!?早朝のハグ♡                  | おかざきさとこ | 濱野大輝   | 10.2%  |
| 第9話                                                                        | 12月14日 | 傷ついても、あなたをラブです!              | おかざきさとこ | 竹村謙太郎 | 10.3%  |
| 最終話                                                                       | 12月21日 | ずっと一緒にいたいです!                    | 田辺茂範       | 金子文紀   | 10.7％ |
| 平均視聴率 10.0%（視聴率はビデオリサーチ調べ、関東地区・世帯・リアルタイム） |          |                                            |                |            |        |

- 初回は22時 - 23時12分の15分拡大放送。

### スピンオフドラマ
『とにかく婚姻届に判を捺したいだけですが』（とにかくこんいんとどけにはんをおしたいだけですが）のタイトルで、動画配信サービス「Paravi」にて10月19日の初回本編終了後より配信中。主演は深川麻衣。

#### キャスト（スピンオフドラマ）
- 麻宮祥子 - 深川麻衣[26]
- 牧原唯斗 - 高杉真宙[26]
- 坂原証 - 笠原秀幸[26]
- 藤井ひかり - 小林涼子[26]
- 井上陸 - 森永悠希[26]
- 田村彩乃 - 長見玲亜[26]
- 小杉深雪 - 中川翔子[26]
- 舛田康弘 - 岡田圭右[26]

#### スタッフ（スピンオフドラマ）
- 原作 - 有生青春『婚姻届に判を捺しただけですが』（祥伝社『FEEL YOUNG』連載中）
- 脚本 - 宮本武史
- 演出 - 加藤尚樹
- 音楽 - 末廣健一郎、MAYUKO
- プロデューサー - 松本明子、那須田淳
- 企画 - 宮﨑真佐子
- 製作 - TBSスパークル、TBS

#### 配信日程
| 各話   | 配信日   | サブタイトル                                         |
| ------ | -------- | ---------------------------------------------------- |
| 第1話  | 10月19日 | ハイスペック男子から突然のプロポーズ!?               |
| 第2話  | 10月26日 | ドキドキネット婚活♡デート相手は勘違い男!?            |
| 第3話  | 11月09日 | 年下イケメン男子とデート!?合コン!?                   |
| 第4話  | 11月16日 | 未来のハイスペック男子とデート!やっぱりあなたが好き! |
| 第5話  | 11月30日 | 元カレと再会!運命の相手は彼!?                        |
| 第6話  | 12月14日 | 恋の伝書鳩、私の運命の相手はどこ!?                   |
| 最終話 | 12月21日 | 麻宮祥子の幸せのかたち                               |

| TBS系 火曜ドラマ                                 | TBS系 火曜ドラマ                                           | TBS系 火曜ドラマ                           |
| 前番組                                           | 番組名                                                     | 次番組                                     |
| ------------------------------------------------ | ---------------------------------------------------------- | ------------------------------------------ |
| プロミス・シンデレラ （2021年7月13日 - 9月14日） | 婚姻届に判を捺しただけですが （2021年10月19日 - 12月21日） | ファイトソング （2022年1月11日 - 3月15日） |